# Burg Cuknštejn
Die Burg Cuknštejn (Zuckenstein) war ursprünglich eine gotische Wehranlage, die Anfang des 17. Jahrhunderts im Stil der Renaissance umgebaut wurde. Sie liegt im Terčino údolí (Theresiental) in der Nähe des Baches Stropnice, etwa drei Kilometer südwestlich von Nové Hrady und gehört zur Region Südböhmen.

## Geschichte
Die Burg Cuknštejn wurde in den Jahren 1488–1491 durch den Vladiken Wilhelm Pouzar von Michnitz (Vilém Pouzar z Michnic) auf Gschwendt (Světví), der sich seit 1491 auf Zuckenstein bezeichnete, errichtet. Als dessen Vetter Ulrich Pouzar von Michnitz († 1545) im Jahre 1496 die Herrschaft Zuckenstein erbte, umfasste sie die Burg, den Meierhof, die Mühle und das Dorf Zuckenstein, die Dörfer Gschwendt, Kropfschlag, Krncov, Konradschlag (Konratice), den Hof und das Dorf Michnitz (Michnice), den zwischen Michnitz und Rosenthal gelegenen Hof Valtyhuf, das Dorf Klení, die Feste Svébohy, das Dorf und den Hof Třičměříce (Střeziměřice), das Dorf und den Hof Vesce, das Dorf und den Hof Pěčín, das Dorf und den Hof Sedlec, die Dörfer Lniště  und Římov sowie Kmetenhöfe in Otěvěk, Strachovice, Tmelnice, Kočín und Veliké Třebec. Später erwarb Ulrich Pouzar noch die Grundherrschaft Olešnička. Seine Frau hatte die Herrschaft Nalžov (Nalžovy) mit den Silberbergwerken in die Ehe eingebracht, die er wieder empor brachte. Ulrich Pouzar wirkte als königlicher Beamter auf der Prager Burg und stiftete der Teynkirche und 1543 auch dem Veitsdom, wo er beigesetzt ist, eine neue Glocke.
Der letzte Besitzer der eigenständigen Herrschaft Zuckenstein war Georg Gaba von Ribnian. 1618 wurde die Burg durch einen Brand stark beschädigt. Gaba unterstützte nach dem Ständeaufstand von 1618 die Aufständischen. Nach der Schlacht am Weißen Berg flüchtete der 80-jährige im Jahre 1620 nach Wittingau. Damit verlor die Burg ihre Funktion als lokaler Herrschaftssitz. Georg Gabas Güter wurden konfisziert und Zuckenstein mit der Herrschaft Gratzen verbunden.  Im Februar 1621 schenkte Ferdinand II. die Herrschaft Gratzen seinem Feldherrn Charles Bonaventure de Longueval, Comte de Bucquoy, dessen Nachfahren den Besitz über mehr als drei Jahrhunderte hielten. 
Im frühen 20. Jahrhundert wurde die Burg, die bis zur Enteignung 1945 im Besitz der Familie Buquoy blieb, mehrfach renoviert und vor dem Verfall bewahrt. In den Jahren des Kommunismus verfiel sie zusehends und gelangte nach der Samtenen Revolution in Privatbesitz. Ab dem Jahr 2000 wurde mit Restaurierungsarbeiten begonnen, bei denen eine gotische Kapelle mit schlecht erhaltenen Fresken entdeckt wurde.